# Узунджа (река)
Узунджа (также Узунджи; укр. Узунджа, крымскотат.  Uzuncı, Узунджы) — река на юго-западе Крымского полуострова, правый приток реки Чёрная.
Длина реки — 10,0 км. Уклон реки — 50,0 м/км.
Длина реки 10 км, площадь водосбора 46,6 км², уклон реки 50 м/км, впадает справа в 3,0 км от устья, среднемноголетний сток, на гидропосте Колхозное, составляет 0,125 м³/с. Началом Узунджи принято считать безымянный родник на западном склоне Ай-Петринской яйлы и далее проходит по оврагу Биринджи-Су (в переводе с крымскотатарского — Первая вода). Есть версия, что река начинается источником Суук-Су, вытекающим из пещеры Узунджа на высоте 768 м над уровнем моря. У реки, согласно справочнику «Поверхностные водные объекты Крыма», 3 безымянных притока, длиной менее 5 километров, при этом в разных источниках упоминаются некоторые, имеющие собственные названия: Топшанар, Илячка-Дере, Ховалых.
В верхнем течении река образует Узунджинский каньон между отрогами гор Чуваш-Кой 1051 м и Курт-Кая 573 м, один из самых красивых в Крыму. В апреле-мае русло в Узунджинском каньоне наполняется водой. В 3-х метрах выше выхода источника Суук-Су находится карстовая пещера Узунджа длиной 1500 м.
За каньоном, ниже источника, река принимает слева приток Топшанар, на котором находится каскад водопадов, низвергающихся во влажное время года: Сухой водопад и два, выше по ущелью, носящие неофициальные названия «Мох-1» и «Мох-2» (вариант «Моховый-1» и «Моховый-2»). Ниже Топшанара река течёт через Узунджинскую котловину, в которой расположено село Колхозное, за которой начинается ещё один каньон — безымянный (или малый Узунджинский). После каньона, у восточной окраины села Родниковское, у Скельского источника, Узунджа впадает в реку Чёрная на отметке 269 м над уровнем моря. Водоохранная зона реки установлена в 100 м

## Название
Узунджа переводится с крымскотатарского, как «довольно длинная» — вероятно, изначально это название носило село, поскольку на известных картах начала — середины XIX века: 1817, 1842 и 1865 годов она не подписана никак, а в «Списке населённых мест Таврической губернии по сведениям 1864 года» деревня Узунджу записана при источнике Суук-Су, в справочнике «Волости и важнѣйшія селенія Европейской Россіи» за 1886 год, река записана, как ручей Суук-Су-Дере (с крымкотатарского — «ущелье холодной воды»). На верстовой карте 1890 года река называется Узень (с крымскотатарского просто «река»). Река не имеет названия и на довоенной километровой карте Генштаба Красной армии 1941 года.